# Kasjopeja (roślina)

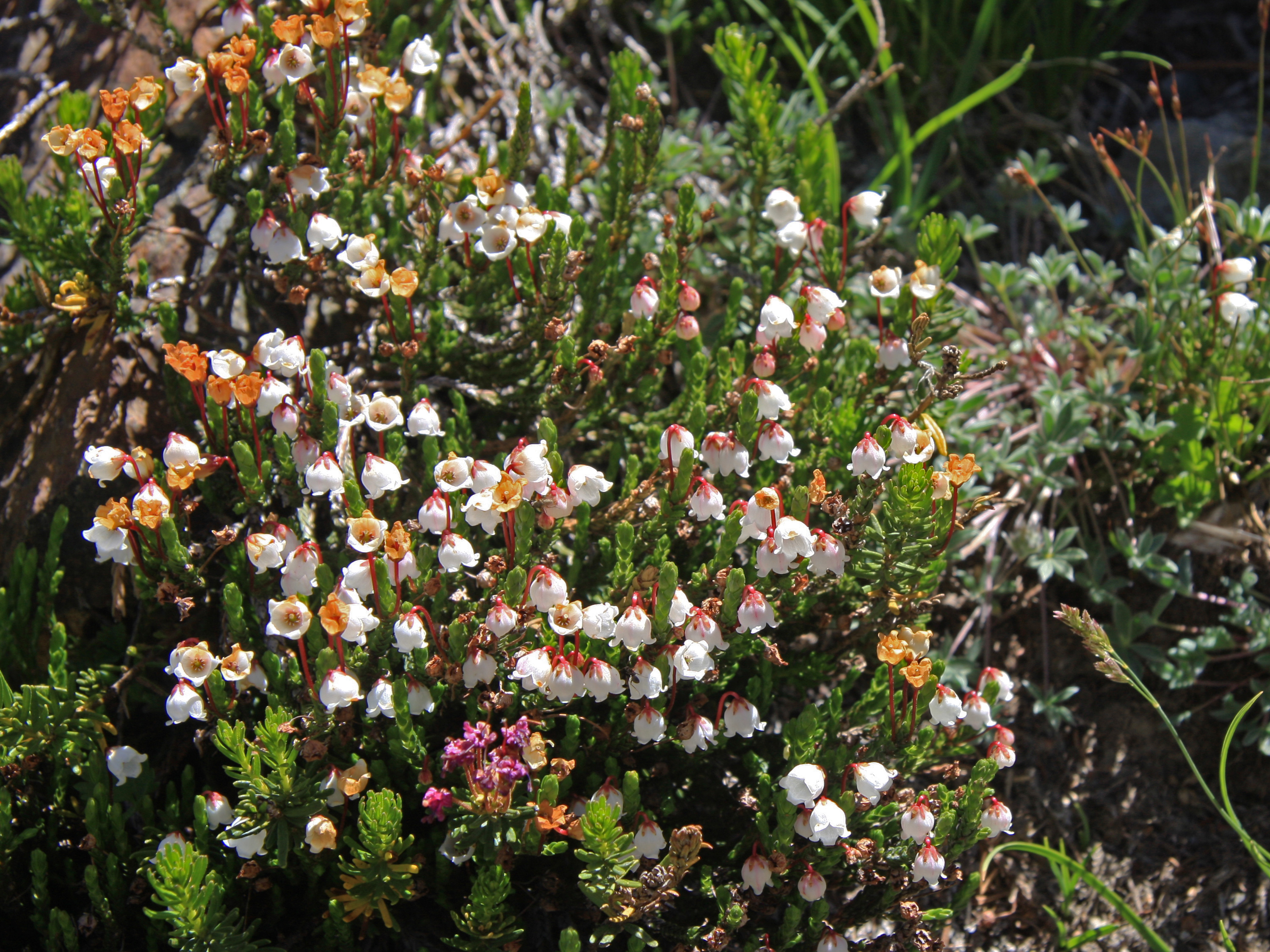
Cassiope mertensiana

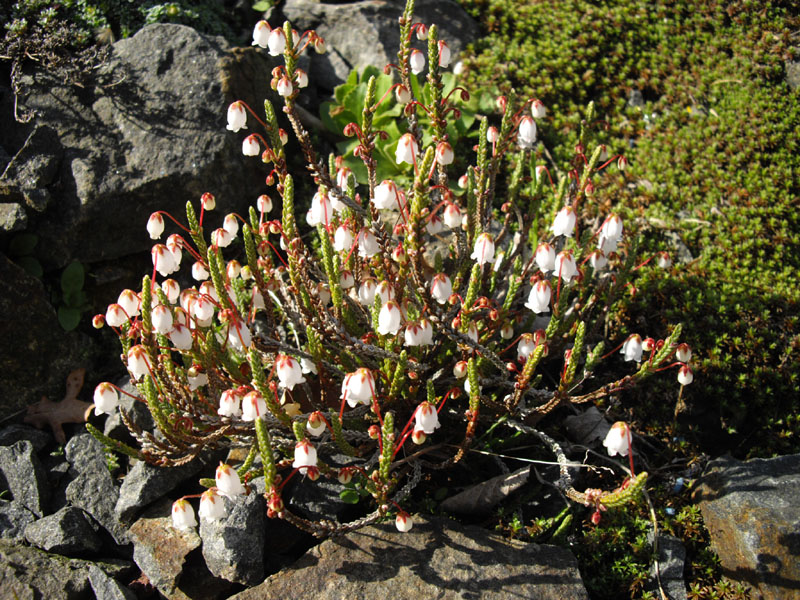
Cassiope selaginoides

Kasjopeja (Cassiope D.Don.) – rodzaj roślin z rodziny wrzosowatych. Obejmuje 17–18 gatunków. Występują one w Arktyce (w Europie, Azji i Ameryce Północnej), poza tym w górach Japonii, w zachodniej części Ameryki Północnej (od Alaski po Kalifornię) oraz w Himalajach. Rosną w tundrze, na piaszczystych wrzosowiskach, w miejscach wilgotnych i mszystych oraz na skałach węglanowych. Nazwa rodzaju pochodzi od Kasjopei – mitycznej matki Andromedy i nadana została ze względu na pokrewieństwo tych roślin w obrębie rodziny wrzosowatych z rodzajem modrzewnica o naukowej nazwie Andromeda. Niektóre gatunki z rodzaju kasjopeja uprawiane są w alpinariach.

## Morfologia
PokrójKarłowe, zimozielone krzewinki o wysokości do 30 cm. Pędy płożące i podnoszące się, czasem prosto wzniesione, nagie lub owłosione.
LiścieSkrętoległe lub naprzeciwległe, siedzące, gęsto ułożone, często w czterech rzędach. Blaszka liściowa drobna, gruczołowata, owłosiona lub naga, czółnowata – z brzegami wzniesionymi ku górze.
KwiatyPojedyncze, zwykle 5-krotne, wyrastają na cienkich szypułkach z kątów liści, wzniesionych ale zwieszonych na końcach podczas kwitnienia (podczas owocowania prostują się). Działek kielicha pięć. Korona dzwonkowata lub kubeczkowata utworzona jest w wyniku zrośnięcia pięciu płatków; ma kolor biały, czasem z odcieniem kremowym lub różowym. Wolne końce płatów zwykle odgięte. Pręcików jest 10. Ich nitki są proste i spłaszczone, pylniki jajowate, na końcach z dwoma odgiętymi pazurkami. Pyłek wysypuje się przez duże pory. Zalążnia górna, owłosiona lub naga, powstaje z pięciu owocolistków. Zawiera liczne zalążki. Zwieńczona jest pojedynczą szyjką słupka. Znamię główkowate.
OwocePięcio- lub czterokomorowa, kulista torebka zawierająca liczne, drobne nasiona.

## Systematyka
Rodzaj należy do monotypowej podrodziny Cassiopoideae w rodzinie wrzosowatych Ericaceae.
Wykaz gatunków
- Cassiope abbreviata Hand.-Mazz.
- Cassiope × anadyrensis Jurtzev
- Cassiope argyrotricha T.Z.Hsu
- Cassiope ericoides (Pall.) D.Don
- Cassiope fastigiata (Wall.) D.Don
- Cassiope fujianensis L.K.Ling & G.Hoo
- Cassiope lycopodioides (Pall.) D.Don – kasjopeja widłakowata
- Cassiope membranifolia R.C.Fang
- Cassiope mertensiana (Bong.) G.Don
- Cassiope myosuroides W.W.Sm.
- Cassiope nana T.Z.Hsu
- Cassiope palpebrata W.W.Sm.
- Cassiope pectinata Stapf
- Cassiope redowskii (Cham. & Schltdl.) G.Don
- Cassiope selaginoides Hook.f. & Thomson
- Cassiope tetragona (L.) D.Don – kasjopeja czworogroniasta
- Cassiope wardii Marquand

## Zastosowanie
Uprawa tych roślin możliwa jest na obszarach o lecie chłodnym i wilgotnym. Uprawia się niektóre gatunki (C. fastigiata, C. lycopodioides, i C. mertensiana) oraz odmiany uprawne pochodzenia mieszańcowego 'Edinburgh' (C. fastigiata × C. lycopodioides) i 'Muirhead' (C. lycopodioides × C. wardii).